# Memoriał Tadeusza Gniota
Memoriał Tadeusza Gniota – rozgrywany od 1989 r. w Policach turniej szachowy, poświęcony pamięci Tadeusza Gniota, szczecińskiego szachisty i pedagoga, wielokrotnego mistrza Polski nauczycieli.
Pierwsze trzy turnieje pamięci Tadeusza Gniota rozegrano w latach wcześniejszych w Szczecinie, z udziałem szachistów związanych ze środowiskiem nauczycielskim. Od 1989 r. organizatorem turnieju są działacze klubu "Śmiały" w Policach. Od 1992 r., dzięki pomocy Zarządu Gminy, memoriał ma zasięg międzynarodowy.

## Zwycięzcy dotychczasowych memoriałów
wyniki turniejów rozgrywanych w Policach
| Lp | Rok  | Zawodnicy             |
| -- | ---- | --------------------- |
| 4  | 1989 | Tomasz Masłowski      |
| 5  | 1990 | Robert Kula           |
| 6  | 1991 | Giennadij Kisiełow    |
| 7  | 1992 | Wiaczesław Baszkow    |
| 8  | 1993 | Siergiej Kucyn        |
| 9  | 1994 | Zbigniew Jaśnikowski  |
| 10 | 1995 | Jurij Zezulkin        |
| 11 | 1996 | Mirosław Grabarczyk   |
| 12 | 1997 | Wadym Szyszkin        |
| 13 | 1998 | Roland Berzinsz       |
| 14 | 1999 | Aleksander Waulin     |
| 15 | 2000 | Aleksander Waulin     |
| 16 | 2001 | Łukasz Cyborowski     |
| 17 | 2002 | Jewhen Miroszniczenko |
| 18 | 2003 | Klaudiusz Urban       |
| 19 | 2004 | Wadym Szyszkin        |
| 20 | 2005 | Klaudiusz Urban       |
| 21 | 2006 | Wołodymyr Małaniuk    |
| 22 | 2007 | Lech Sopur            |
| 23 | 2008 | Siergiej Kaliniczew   |
| 24 | 2009 | Jacek Tomczak         |
| 25 | 2010 | Jacek Tomczak         |
| 26 | 2011 | Spartak Wysoczin      |
| 27 | 2012 | Wadym Szyszkin        |
| 28 | 2013 | Paweł Weichhold       |
| 29 | 2014 | Michaił Simancew      |
| 30 | 2015 | Wadym Szyszkin        |